# Generalguvernør
Generalguvernør var en titel anvendt for den øverste civile embedsmand i en koloni, en provins eller et biland.

## Nutidig anvendelse
Titlen generalguvernør anvendes stadig. I 14 uafhængige lande i Det britiske statssamfund bruges titlen om Kronens (kong Charles III's) repræsentant.
Der er generalguvernører i Antigua og Barbuda, Australien, Bahamas, Belize, Canada, Grenada, Jamaica, New Zealand , Papua New Guinea, Saint Kitts og Nevis, Saint Lucia, Saint Vincent og Grenadinerne, Salomonøerne og Tuvalu.
| Job | Spire Denne artikel om et job eller en stillingsbetegnelse er en spire som bør udbygges. Du er velkommen til at hjælpe Wikipedia ved at udvide den. |